# Bitwa pod Kamdesh
Bitwa pod Kamdesh – starcie wojskowe pomiędzy siłami amerykańskimi w ramach międzynarodowych sił ISAF oraz siłami afgańskimi, a oddziałem Talibów, do którego doszło 3 października 2009 w miejscowości Kamdesh w Nurestanie. Była to najkrwawsza bitwa w Afganistanie od czasu bitwy pod Wanat.

## Bitwa
Teren walki był oddalony zaledwie o 20 mil (32 km) na południowy zachód od miejsca bitwy pod Wanat. Bitwa została nazwana afgańskim helikopterem w ogniu ze względu na dużą liczbę ofiar strony amerykańskiej. Kilka dni przed starciem grupa talibów pod dowództwem Dost Muhammada lub Sirajuddin Haqqani, przybyła do okolicznych wsi by ewakuować tamtejszych mieszkańców. Sami talibowie schronili się w jednym z meczetów. Oddziały talibów zaatakowały wspólne posterunki pod miejscowością Kamdesh na granicy z Pakistanem w sobotę 3 października 2009 o godz. 6 rano. Natarcie nastąpiło od strony meczetu oraz jednej z pobliskich wsi. Rebelianci w ataku użyli dział i rakiet. Siły koalicyjne odpowiedziały z broni palnej, moździerzy i artylerii. Doszło też do interwencji śmigłowców, które ostrzelały pozycje talibów. Jednak napastnicy nie poddali się i ciężka walka trwała do południa. Do końca bitwy koalicji udało się zachować kontrolę nad dwoma posterunkami. W trakcie starcia rebelianci uprowadzili 7 afgańskich żołnierzy i 13 policjantów. Po bitwie w nocy śmigłowce ewakuacji medycznej (MEDEVAC) zabrały z pola bitwy żołnierzy oraz ciała poległych. W bitwie poległo 8 amerykańskich żołnierzy, 3 afgańskich oraz policjant. Według informacji sił NATO alianci odparli atak i zdołali zabić 100 agresorów.

## Sytuacja po bitwie
Szef policji w Nurestanie podał, iż po bitwie talibowie dokonali egzekucji na 20 porwanych Afgańczykach.
5 października i 6 października, wojska koalicji rozpoczęły akcja poszukiwania oddziału talibów która walczyła pod Kamdesh. W kolejnych starciach zginęło 10 afgańskich żołnierzy i 40 talibów.